# Pixel 8

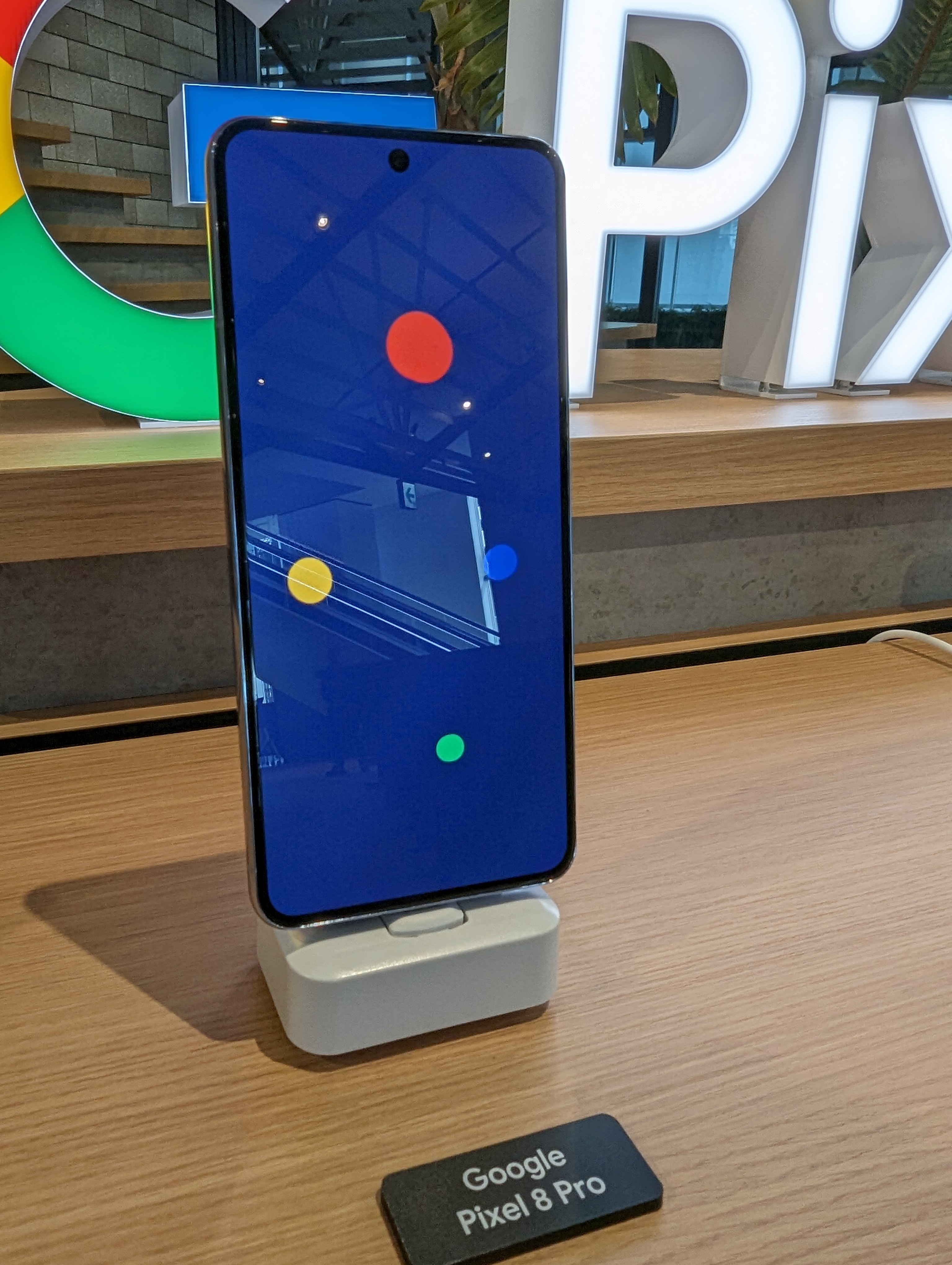
Pixel 8 Pro

O Pixel 8 e o Pixel 8 Pro são dois smartphones Android projetados, desenvolvidos e comercializados pelo Google como parte da linha de produtos Google Pixel. Eles servem como sucessores do Pixel 7 e Pixel 7 Pro, respectivamente. Os telefones foram visualizados pela primeira vez em maio de 2023.
O Pixel 8 e o Pixel 8 Pro foram anunciados oficialmente em 4 de outubro de 2023, no evento anual Made by Google, e serão lançados nos Estados Unidos em 12 de outubro.

## História
Em maio de 2023, 9to5Google informou que o Google pretendia lançar o Pixel 8 e o Pixel 8 Pro no final de 2023. Os telefones foram aprovados pela Comissão Federal de Comunicações (FCC) em agosto daquele ano. Depois de visualizar os telefones em setembro, O Google anunciou oficialmente os telefones em 4 de outubro, junto com o Pixel Watch 2 e os Pixel Buds de terceira geração, no evento anual Made by Google. As pré-encomendas ficaram disponíveis no mesmo dia, com os telefones programados para serem lançados em 12 de outubro em 20 países.

## Especificações

### Design
O Pixel 8 e o Pixel 8 Pro apresentam designs semelhantes aos do Pixel 7 e Pixel 7 Pro, respectivamente, com pequenos refinamentos, como tela plana com bordas mais suaves. O modelo Pro também possui acabamento fosco. Cada um deles está disponível em três cores:
| Pixel 8 | Pixel 8   | Pixel 8 Pro | Pixel 8 Pro |
| Cor     | Nome      | Cor         | Nome        |
|         | Avelã     |             | Baía        |
|         | Obsidiana |             | Obsidiana   |
|         | Rosa      |             | Porcelana   |

### Hardware
O Pixel 8 tem uma tela OLED FHD + 1080p de 6,2 pol. (157 mm) a 428 ppi com resolução de 2400 × 1080 pixels e proporção de aspecto de 20: 9, enquanto o Pixel 8 Pro tem um QHD + 1440p LTPO OLED de 6,7 pol. tela de borda curva de 489 ppi com resolução de 2992 × 1344 pixels e proporção de aspecto de 20:9. O modelo pro têm taxas de atualização variáveis de 1–120 Hz e o pixel 8 tem somente de 60-120 hz. Ambos os telefones contêm uma câmera traseira ampla e ultralarga, com o Pixel 8 Pro apresentando uma câmera traseira telefoto adicional de 48 megapixels com zoom óptico de 5×. A câmera frontal de ambos os telefones contém uma lente ultralarga de 10,5 megapixels. Tal como acontece com a série Pixel 7, o sistema de reconhecimento facial Face Unlock é habilitado por software e pela câmera frontal.[carece de fontes?]
Os telefones são equipados com o sistema em chip (SoC) Google Tensor de terceira geração, comercializado como "Google Tensor G3, Nona-core (1x3,0 GHz Cortex-X3 e 4x2,45 GHz Cortex-A715 e 4x2,15 GHz Cortex-A510) .

### Software
O Pixel 8 e o Pixel 8 Pro serão fornecidos com Android 14 no lançamento, coincidindo com o lançamento estável do Android 14 no Android Open Source Project (AOSP). Ele receberá pelo menos sete anos de grandes atualizações de sistema operacional, com suporte estendido até 2030, no mesmo nível dos iPhones da Apple.
Tal como acontece com os smartphones Pixel anteriores, a inteligência artificial (IA) e os avanços de software ocuparam o centro das atenções durante o evento de lançamento Made by Google. Os novos recursos de câmera anunciados incluem Night Sight Video, um Magic Eraser atualizado e Best Take. Como parte da resposta contínua do Google à ascensão do ChatGPT da OpenAI, o Google também anunciou o Assistant with Bard, uma nova versão do assistente virtual do Google Assistente que integra o recentemente lançado chatbot Bard da empresa. Outros recursos generativos de IA incluem triagem de chamadas aprimorada, digitação por voz mais rápida e atualizações no aplicativo Gravador.